# Rhododendron nwaiense
Rhododendron nwaiense är en ljungväxtart som beskrevs av I. B. Balf och W. W. Smith. Rhododendron nwaiense ingår i släktet rododendron, och familjen ljungväxter. Inga underarter finns listade i Catalogue of Life.